# Ẽ
Das Ẽ (kleingeschrieben ẽ) ist ein Buchstabe des lateinischen Schriftsystems. Er besteht aus einem E mit einer übergesetzten Tilde.
Das Ẽ ist der fünfte Buchstabe im Guaraní-Alphabet. Dort stellt er den nasalierten Vokal E dar, genau wie andere Vokalbuchstaben mit Tilde.
Ferner steht der Buchstabe in der vietnamesischen Sprache für den Buchstaben E im fünften Ton (unterbrochen steigend).

## Darstellung auf dem Computer
Unicode enthält das Ẽ an den Codepunkten U+1EBC (Großbuchstabe) und U+1EBD (Kleinbuchstabe).
In TeX kann man das Ẽ mit den Befehlen \~E bzw. \~e bilden.